# Villa Seelig

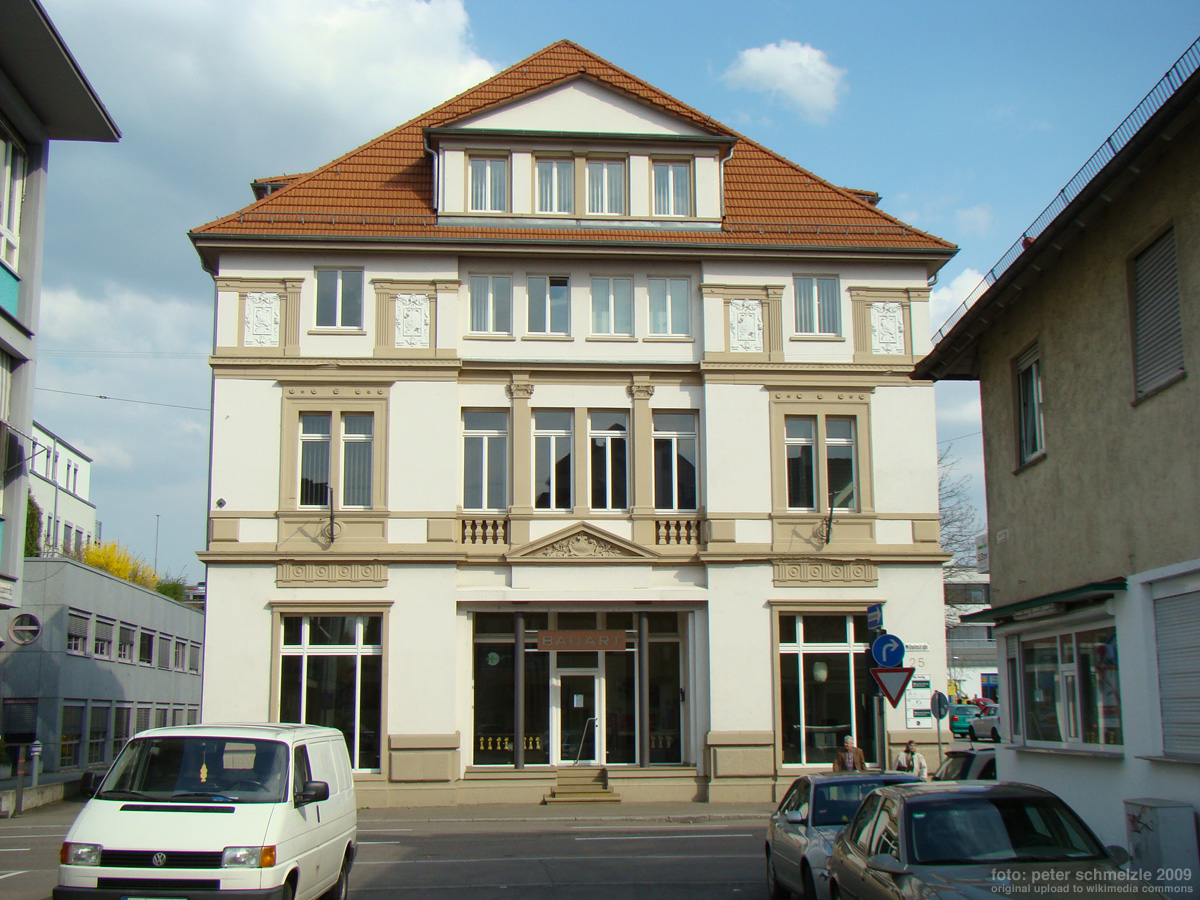
Villa Seelig in Heilbronn

Die Villa Seelig ist eine Villa an der Wilhelmstraße 25 in Heilbronn.

## Beschreibung
Die zweieinhalbgeschossige Villa wurde 1877 nach Plänen von Robert von Reinhardt für den Zichorienfabrikanten Emil Seelig am damaligen südlichen Rand Heilbronns errichtet.
Die Villa Seelig hat im Erdgeschoss einen Eingang mit einem Dreiecksgiebel und Wappenkartusche als oberen Abschluss. Jeweils ein Metopen- und Triglyphenfries befindet sich rechts und links neben dem Eingangsbereich, oberhalb der seitlichen Schaufenster und direkt unterhalb des ersten horizontalen Gesimses an der Fassade, im Übergangsbereich von Erdgeschoss zum ersten Obergeschoss.
Im ersten Obergeschoss befinden sich Pilaster bzw. Lisenen und eine Balustrade. Das unter dem Dach liegende Zwischengeschoss, ein sog. Mezzaningeschoss, weist weiß ausgeführte Figurenfriese, die von Pilastern gesäumt werden, auf. Im Dachgeschoss befindet sich ein neoklassizistischer Zwerchgiebel aus dem Jahre 1929. Erdgeschoss und auch die Innengestaltung des gesamten Gebäudes wurden in den 1940er und den 1990er Jahren stark verändert.
1950 war im Erdgeschoss ein Kaffeegeschäft von Emil Tengelmann. 1961 hatte die Färberei und Chemische Reinigung Büsing das Erdgeschoss bezogen, außerdem das Fotoatelier von Richard Ruff und das Lebensmittelgeschäft von Arthur Krüger. Das Ausgleichsamt der Stadt Heilbronn nutzte Räume im ersten Obergeschoss.

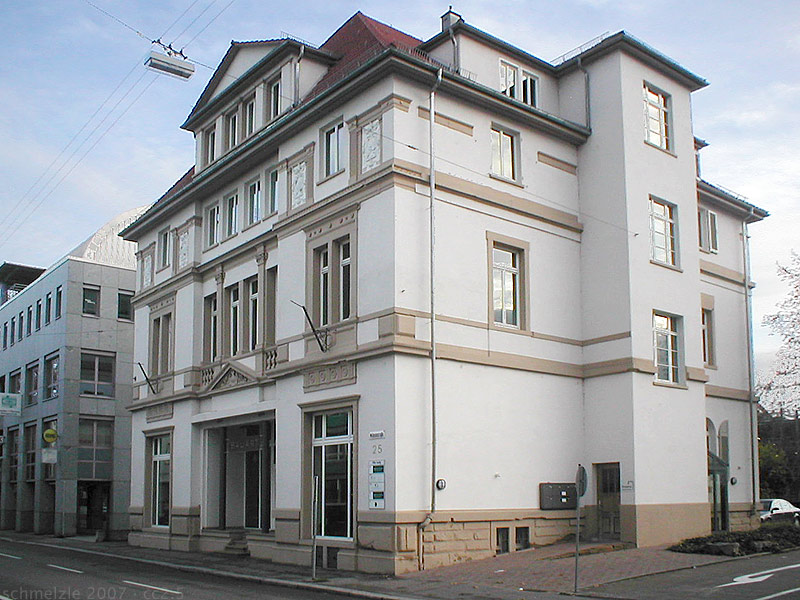
Villa Seelig, Ansicht von der Wilhelmstraße
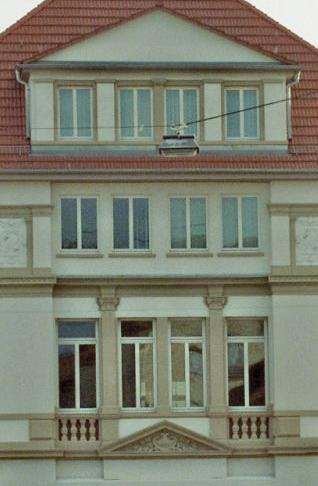
Detail
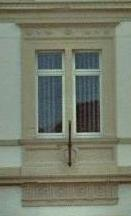
Detail: Fries unterhalb dem Gesims
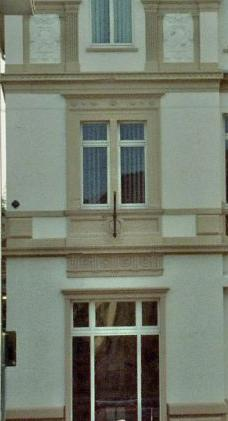
Detail: Seite